# Долматовский, Евгений Аронович

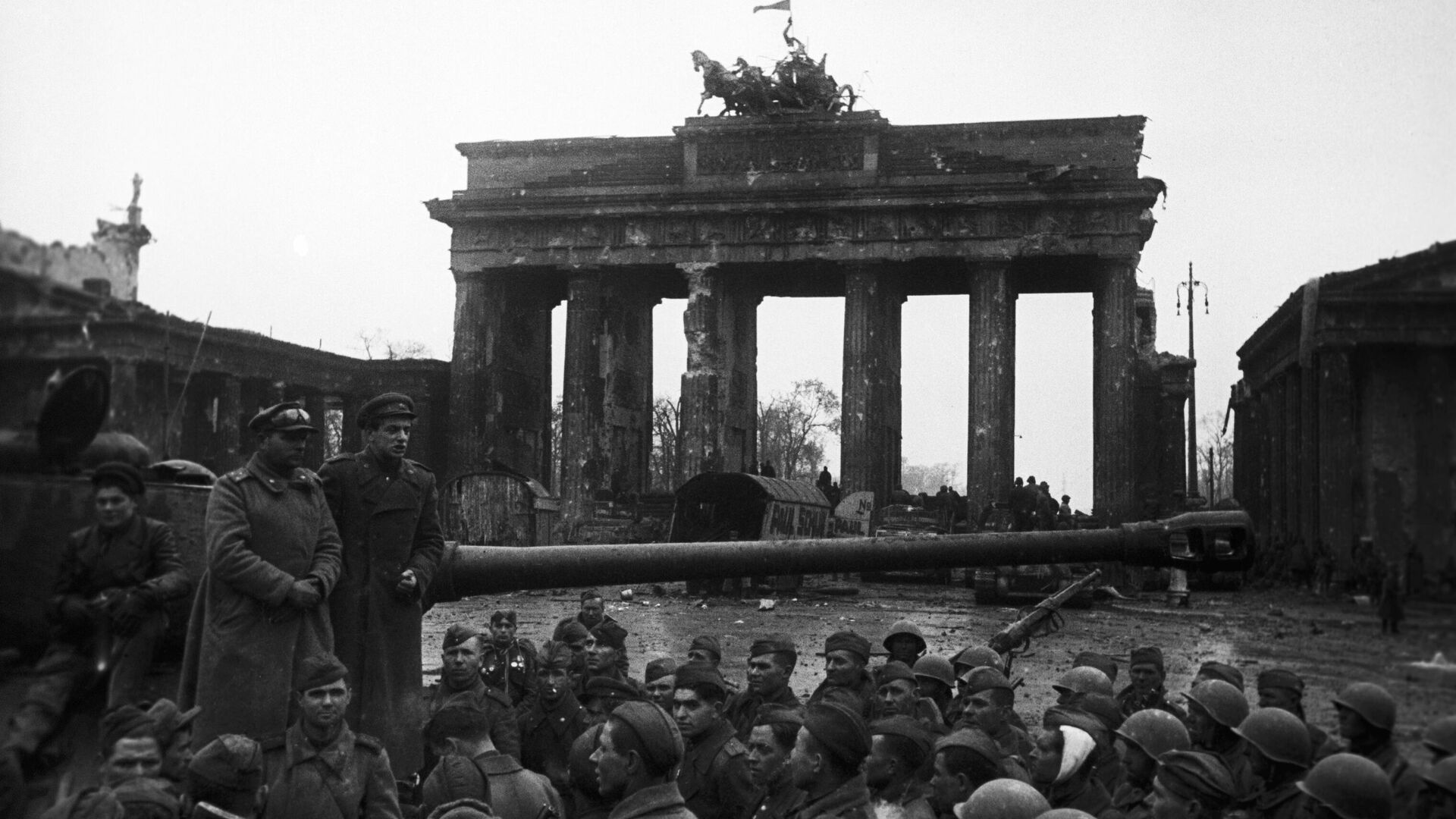
Евгений Долматовский читает стихи у Бранденбургских ворот в поверженном Берлине. 2 мая 1945 года. Фото Е. Халдея

Евге́ний Аро́нович Долмато́вский (22 апреля [5 мая] 1915, Москва — 10 сентября 1994, Москва) — русский советский поэт, автор слов многих известных песен, военный корреспондент.

## Биография
Родился 22 апреля [5 мая] 1915 года в Москве в семье адвоката, члена коллегии защитников, доцента Московского юридического института Арона Моисеевича Долматовского (1880—1939, репрессирован) и Адели Марковны (Аделлы Мееровны) Ингал (7 марта 1884 — 1958), уроженки Киева. Его дед Меер-Ноех Нутович Ингал (1844—?), мещанин Новограда-Волынского Волынской губернии, был зачислен в купеческое сословие и в 1885 году поселился с семьёй на Никольской улице, № 157, в Ростове-на-Дону. Со стороны отца его прадед Лейб Иоселевич Долматовский (1821—?) жил в Ростове-на-Дону уже с 1846 года, где его сын Моисей Лейбович (1846—?) открыл магазин готового платья и к 1890 году стал купцом 1-й гильдии. Семья Долматовских жила на Большом проспекте, № 24.
В ранние детские годы Евгений жил в Ростове-на-Дону и окончательно переехал в Москву в 1924 году. Стихи начал писать уже школьником, и однажды на школьном вечере поэзии, где выступали поэты Гастев, Решин, Луговской, во время чтения стихов Луговским вступил с ним в перебранку, заявил, что может предложить стихи лучше. Луговской вытащил его на сцену, он назвался «Женя Долматовский» и прочитал стихотворение. «Ну, это не лучше, — заметил Луговской, — но желаю вам успеха».
В годы учёбы в педагогическом техникуме начал публиковаться в пионерской прессе. В 1932—1934 годах работал на строительстве московского метро. В 1937 году окончил Литературный институт. Первая книга лирических стихов Долматовского была опубликована в 1934 году. На заседании Оргкомитета Союза советских писателей 15 июня 1934 года подвергся критике за дружбу с Павлом Васильевым.
28 марта 1938 года по обвинению в участии в контрреволюционной организации был арестован его отец (расстрелян 20 февраля 1939 года).
С 1939 по 1945 год Е. А. Долматовский в качестве военного корреспондента находился в действующих частях РККА, в освобождённой Западной Белоруссии, в войне с Финляндией. В начале Великой Отечественной войны в августе 1941 года попал в Уманское окружение, был ранен в голову и руку. В районе Зелёной брамы был взят в плен, из которого бежал. Скрывался на оккупированной территории, 4 ноября 1941 года перешёл линию фронта (эти события отражены в поэме «Пропал без вести» и в воспоминаниях «Было: Записки поэта»). Потом были проверки в особом отделе органами НКВД, после которых в январе 1942 года в звании батальонного комиссара (майор) он вернулся в строй. Воевал в дивизии полковника Родимцева, с которым они были дружны ещё с 1939 года. Под Сталинградом получил ранение ноги. Боям под Уманью посвящена его военно-историческая документальная повесть «Зелёная брама».
Член ВКП(б) с 1941 года. Присутствовал как военный корреспондент при подписании акта капитуляции Германии (1945). Член Союза писателей СССР.
Работал в Сталинграде, он — автор сценария фильма «Поэма о сталинградцах», который снял режиссёр Виктор Кадиевич Магатаев на Волгоградской телестудии в 1987 году. Фильм был посвящён 45-летию начала Сталинградской битвы.
Наибольшую известность Долматовскому принесли написанные на его слова песни («Случайный вальс», «Песня о Днепре», «Добровольцы» М. Г. Фрадкина, «Сормовская лирическая» Б. А. Мокроусова, «Моя любимая» М. И. Блантера, «Второе сердце», «Любимый город» и «Лизавета» Н. В. Богословского), многие из которых звучали в популярных кинофильмах («Истребители», «Александр Пархоменко», «Встреча на Эльбе»). Популярность также получила песня «Коричневая пуговка», слова которой — фольклорная переработка стихотворения Долматовского «Пуговка» (1939).
Переписывался со многими писателями. По сведениям юриста, члена Союза журналистов РФ Андрея Былкова, Долматовский в своей книге «Было» опубликовал свою переписку с его дедом — писателем Алексеем Алексеевым.
Осенью 1994 года 79-летний Е. А. Долматовский вышел из здания Литературного института (Дом Герцена на Тверском бульваре) и был сбит машиной. Сначала показалось, что удар не сильный. Поэт не стал менять планы — он собирался ехать на дачу. Водитель, сбивший Долматовского, отвёз поэта на вокзал, где тот сел на электричку и приехал на дачу. А через пару дней слёг с внутримозговым кровоизлиянием .
Умер 10 сентября 1994 года. Похоронен в Москве на Донском кладбище

## Семья

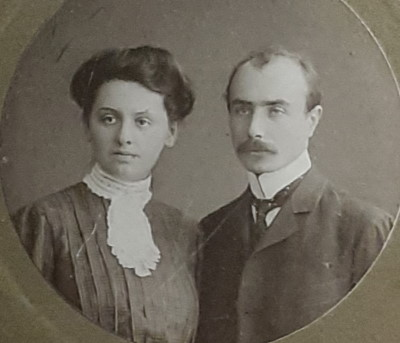
Родители Евгения Долматовского:
Арон Моисеевич Долматовский и Адель Марковна Ингал.
1906 г. Гейдельберг.

- Брат — Юрий Долматовский, конструктор автомобилей и историк автомобилестроения[18].
- Дядя (муж сестры матери, Анны Марковны Ингал) — Давид Абрамович Левин (1863—?), юрист, журналист, редактор и издатель, сотрудник «Юридической газеты», газет «Право» и «Речь», журнала «Восход», редактор газет «Свобода и равенство» и «Наша жизнь»; его сестра Мария была замужем за гинекологом Николаем Самуиловичем Каннегисером (братом инженера И. С. Каннегисера), а после его смерти — за переводчиком Исаем Бенедиктовичем Мандельштамом.
- Был четырежды женат[6].
- Дочь — Галина Долматовская (1939—2021), кинорежиссёр-документалист, доктор искусствоведения, автор 5 книг[6][19].
- Дочь — Наталья Долматовская (род. 1947), переводчик и преподаватель английского языка[6][20].
- Дочь — Ольга Кравченко (род. 1960), переводчик[6].
- Внучка — Татьяна Долматовская (род. 1979), выпускница семинара перевода английской литературы Литературного института, художник по костюмам[6][21], жена телеведущего и ресторатора Алексея Зимина (1971—2024).
- Внук — Василий Кутьин (род. 1978) [22], кандидат экономических наук, маркетолог-аналитик.
- Двоюродный брат — Владимир Иосифович Ингал, скульптор.
- Двоюродный брат — Георг Авраамович Долматовский (1912—1991), учёный в области металлообработки.

## Известные песни на стихи Е. А. Долматовского
- «А вы знакомы с корабелами?» (А. Н. Пахмутова) — исп. ВИА «Поющие юнги»
- «А годы летят» (М. Г. Фрадкин) — исп. Петр Щербаков, Валентина Левко, Людмила Зыкина
- «А любовь всегда бывает первою» (М. Г. Фрадкин) — исп. Алла Иошпе
- «А может быть» (Я. А. Френкель) — исп. Андрей Миронов
- «В добрый час» (М. Г. Фрадкин) — исп. Владимир Бунчиков и Владимир Нечаев
- «В земле наши корни» (А. Н. Пахмутова) — исп. «Песняры»
- «Венок Дуная» (О. Б. Фельцман) — исп. Эдита Пьеха
- «Весна 45-го года» (А. Н. Пахмутова) — исп. Юрий Богатиков
- «Взрослая пора» (Я. А. Френкель) — исп. Иосиф Кобзон
- «Возвращение» (О. Б. Фельцман) — исп. Вадим Мулерман
- «Воспоминание об Алжире» (В. И. Мурадели) — исп. Марк Бернес
- «Воспоминание об эскадрилье „Нормандия — Неман“» (М. Г. Фрадкин) — исп. Марк Бернес, Владимир Трошин
- «Всегда и снова» (М. Г. Фрадкин) — исп. Людмила Сенчина и Иосиф Кобзон
- «Всё стало вокруг голубым и зелёным» (Ю. С. Милютин) — исп. Вера Красовицкая
- «Где ты раньше был?» (Э. С. Колмановский) — исп. Валентина Толкунова, Майя Кристалинская
- «Добрые приметы» (М. Г. Фрадкин) — исп. Лев Лещенко и Валентина Толкунова, «Самоцветы»
- «Дорога на Берлин» (М. Г. Фрадкин) — исп. Леонид Утёсов
- «Если бы парни всей земли» (В. П. Соловьёв-Седой) — исп. Марк Бернес, Эдуард Хиль, Ринат Ибрагимов
- «За фабричной заставой» (М. Г. Фрадкин) — исп. Эдуард Хиль, Валентин Дьяконов
- «И на Марсе будут яблони цвести» (В. И. Мурадели) — исп. Владимир Трошин, Виталий Марков
- «Комсомольская площадь» (Э. С. Ханок) — исп. Татьяна Рузавина и Сергей Таюшев
- «Комсомольцы-добровольцы» (М. Г. Фрадкин) — исп. Александр Ворошило
- «Ласковая песня» (М. Г. Фрадкин) — исп. Людмила Сенчина, Людмила Гурченко
- «Ленинские горы» (Ю. С. Милютин) — исп. Георгий Виноградов, Иван Шмелёв, Владимир Нечаев
- «Лизавета» (Н. В. Богословский) — исп. Борис Кузнецов и Лев Полосин
- «Любимый город» (Н. В. Богословский) — исп. Марк Бернес
- «Марш выпускников» (Н. В. Богословский)
- «Марш советской молодёжи» (С. С. Туликов) — исп. Владимир Бунчиков
- «Моя любимая» (М. И. Блантер) — исп. Юрий Гуляев, Виктор Вуячич
- «Мы жили по соседству» (М. Г. Фрадкин) — исп. Владимир Трошин и Олег Анофриев
- «Нет, мой милый» (М. Г. Фрадкин) — исп. Галина Ненашева, Людмила Гурченко
- «Огонёк в твоём окне» (Н. В. Богословский) — исп. Владимир Макаров, Марк Бернес
- «Он и она» (В. И. Мурадели) — исп. Нина Пантелеева, Эмиль Горовец
- «Офицерские жёны» (А. П. Долуханян) — исп. Майя Кристалинская
- «Песня единства» (М. И. Блантер) — исп. Владимир Бунчиков, Георгий Абрамов
- «Родина слышит» (Д. Д. Шостакович, 1951)
- «Случайность» (А. Экимян) — исп. Анна Герман, Аветян, Арташес Ваганович, Вадим Мулерман
- «Случайный вальс» (М. Г. Фрадкин) — исп. Леонид Утёсов, Эдуард Хиль, Иосиф Кобзон
- «Столица областная» (М. Г. Фрадкин) — исп. ВИА «Пламя»

## Основные произведения
- Собрание сочинений в 3 томах. — М.: Художественная литература, 1989—1990.
- Собрание сочинений в 3 томах. — М.: Художественная литература, 1978—1979.
- Избранные произведения в 2 томах. — М.: Художественная литература, 1971.

### Поэзия
| - Лирика. — М.: Жургаз, 1934; - День. — М.: Советский писатель, 1935; - Феликс Дзержинский (1938, поэма); - Стихи и поэмы. — М.: Советский писатель, 1938; - Дальневосточные стихи. — М.: Советский писатель, 1939; - Московские рассветы. — М.: Гослитиздат, 1941; - Степная тетрадь. — М.: Молодая гвардия, 1943; - Вера в победу. — М.: Советский писатель, 1944, - Стихи издалека. — М.: Советский писатель, 1945; - Поныри. — Курск, 1946; - Книга ровесников. — М.: Молодая гвардия, 1947; - Ровесники Октября. — М.: Детгиз, 1947; - Одна судьба. — М.: Советский писатель, 1947; - Созвездье. — М.: Московский рабочий, 1947 - Слово о завтрашнем дне. — М.: Советский писатель, 1949; - Песнь о лесах (1949, текст оратории); - Сталинградские стихи. — М.: Советский писатель, 1952; - О мужестве, о дружбе, о любви. — М., 1954; | - Добровольцы. — М.: Советский писатель, 1956; - На дорогах жизни. — М., 1958; - Африка имеет форму сердца. — М., 1961; - Всё только начинается. — М., 1961; - Годы и песни. — М.: Воениздат, 1963; - Последний поцелуй. — М.: Советская Россия, 1967; - Девушка в белом. — М.: Советский писатель, 1968; - Всадники, песни, дороги. — М.: Воениздат, 1973; - Пожелание счастья. — М.: Московский рабочий, 1970; - Руки Гевары. — М.: Планета, 1974; - Чили в сердце (1973, поэма); - Побег (1974, поэма); - Прошу слова: Стихи и поэмы. — М.: Советский писатель, 1974; - Хождение в Рязань (1975, поэма); - И песня, и стих. — М., 1975; - Письма сына (1977, поэма); - У деревни «Богатырь» (1981, поэма). |

### Проза
- Зелёная брама: Документальная легенда об одном из первых сражений Великой Отечественной войны (1979—1989). — М.: Политиздат, 1989. — 3-е изд. — 319 с.
- Очевидец: Писатели на войне // Октябрь. — 1995. — № 5. — С. 3—78.

### Литературная критика
- Из жизни поэзии (1965)
- Молодым поэтам (1981)

## Фильмография
Автор песен
- 1939 — Истребители — «Любимый город»
- 1941 — Морской ястреб — «Уходит от берега «Ястреб морской»»
- 1941 — Таинственный остров
- 1941 — Сердца четырёх — «Всё стало вокруг голубым и зеленым»
- 1942 — Александр Пархоменко — «Лизавета»
- 1949 — Встреча на Эльбе
- 1954 — Мы с вами где-то встречались — «Песня Ларисы»
- 1955 — Весенние голоса
- 1957 — Екатерина Воронина — «Здесь у нас на Волге»
- 1958 — На дорогах войны — «Песня о Севастополе»
- 1958 — Добровольцы — «Комсомольцы-добровольцы», «А годы летят…»
- 1963 — Мечте навстречу
- 1964 — Армия трясогузки
- 1971 — Молодые
- 1987 — Зеркало для героя — «Случайный вальс»

Автор фильмов
- 1987 — Поэма о сталинградцах. Волгоградтелефильм[14].

Литературная основа сценария (часть текста фильма).
- 1958 — Добровольцы — «Добровольцы», роман в стихах.

Персонаж (прототип)
- Звезда эпохи — Долматовский.

## Награды и премии
- орден Ленина (16 ноября 1984 года) — за заслуги в развитии советской литературы и в связи с 50-летием образования Союза писателей СССР[23]
- орден Октябрьской Революции (05.05.1975)
- 2 ордена Отечественной войны 1-й степени (12.09.1944[24]; 11.03.1985[25])
- 2 ордена Трудового Красного Знамени (17.06.1965, ?)
- орден Красной Звезды (29.01.1943)[26]
- орден «Знак Почёта» (31.01.1939)
- медаль «За боевые заслуги» (1940)
- медаль «За оборону Сталинграда»
- другие медали
- Сталинская премия третьей степени (1950) — за стихотворный сборник «Слово о завтрашнем дне» (1949)
- Международные премии (1950, 1969)
- медаль имени Александра Фадеева (1983)
- премия Госкомиздата СССР и Союза писателей СССР имени П. Тычины (1985).

## Память
В 1992 году именем Долматовского названа малая планета (3661) Долматовский (первооткрыватель планеты — астроном Крымской астрофизической обсерватории Николай Степанович Черных, дата открытия 16 октября 1979 года).
В мае 1996 года Аудитория #24 Литературного института, где вёл свои семинары Евгений Долматовский, получила имя «Мемориальная аудитория Долматовского]».
В 2010 году на доме по адресу Москва, 3-я Фрунзенская улица, дом 1, где жил Евгений Аронович Долматовский, установлена мемориальная доска.
21 апреля 2015 года Почта России выпустила в почтовое обращение конверт с оригинальной маркой «100 лет со дня рождения поэта Е. А. Долматовского». На конверте с оригинальной маркой изображены портрет Е. А. Долматовского, факсимиле подписи и отрывок из стихотворения «Комсомольцы-добровольцы», а также обложки книг «Песня о Днепре», «Одна судьба», «Добровольцы». К выпуску конверта ФГУП Издатцентр «Марка» изготовлен штемпель специального гашения для Москвы. Художник-дизайнер: Р. Комса. Тираж: 1 млн экз.